# Romain Malfliet
Romain Malfliet (Sint-Niklaas, 17 mei 1910 - aldaar, 25 juli 2006) was een Belgisch kunstschilder, aquarellist en etser.

## Biografie
Als zoon van een hoofdtreinwachter werd Romain Malfliet niet aangemoedigd om kunstenaar te worden, maar hij ging toch zijn eigen weg. Hij kreeg zijn opleiding aan de Sint-Lucasschool in Gent, aan de Koninklijke Academie voor Schone Kunsten van Antwerpen en het Nationaal Hoger Instituut voor Schone Kunsten, tevens in Antwerpen. Zijn leermeesters waren onder meer Walter Vaes, Jules De Bruycker en Paul Artôt. 
Malfliet is vooral bekend als etser van pittoreske hoekjes in het Waasland, Antwerpen en andere Vlaamse dorpen en steden. Werk van hem wordt bewaard in de prentenkabinetten van Antwerpen, Brussel, Dendermonde en Sint-Niklaas. In 1979 publiceerde Willem Persoon een boek over zijn persoonlijke vriend onder de titel Romain Malfliet en het land van Waas, met 199 afbeeldingen van Malfliets etsen. In 1980 volgde het tweede boek, Antwerpen Romain Malfliet.
Van 1934 tot 1975 was Romain Malfliet tekenleraar aan de academies in Hemiksem, Temse en vanaf 1951 aan de Stedelijke Academie voor Schone Kunsten in Sint-Niklaas. Hij was tevens lid van de kring Pictura en van de Koninklijke Wase Kunstkring.
Malfliet was gehuwd met José Palmyre Van Dorsselaer en het echtpaar had vier kinderen, waarvan er een op jonge leeftijd is overleden. Hij overleed in 2006 op 96-jarige leeftijd.

## Onderscheidingen
- Nicaise De Keyserprijs (1930)
- Prijs etskunst Oost-Vlaanderen (1943)
- Europaprijs etskunst (1966)

## Schilderijen
Romain Malfliet schilderde onder meer stillevens, portretten en interieurs van kerken.
- De maan boven de boerderij (22 cm x 15.5 cm)
- De preekstoel (38.5 cm x 30.5 cm), kerkinterieur met stoelen, zuilen en hoge rijkversierde houten preekstoel
- Sloep in het water bij zonsondergang (62 cm x 40 cm)
- Stilleven, tafel met glas water, fruit en rozen (64.5 cm x 47.5 cm)